# تاون‌شیپ
تاون‌شیپ (انگلیسی: Township) یک واژه انگلیسی برای توصیف یک نوع زیستگاه انسانی یا تقسیمات کشوری است که معنی آن در کشورهای مختلف متفاوت است.
در حالی که این اصطلاح گاهی با یک منطقه شهری مرتبط می‌شود (و این معنی یک استثنا از قاعده است)، در استرالیا، کانادا، اسکاتلند، و بخش‌هایی از ایالات متحده، این اصطلاح به مجموعه سکونت‌گاه‌هایی گفته می‌شود که بسیار کوچک‌تر یا پراکنده‌تر از آن هستند که یک منطقه شهری در نظر گرفته شوند. معادل فارسی این واژه، قصبه است، و در عمل در بعضی کشورهای انگلیسی‌زبان، تاون‌شیپ یک نقش همچون دهستان در ایران دارد.

## ایالات متحده
یک شهرک یا تاون‌شیپ در ایالات متحده آمریکا یک ناحیه کوچک جغرافیایی است. این واژه به سه طریق استفاده می‌شود.

## کانادا
در کانادا، دو نوع تاون‌شیپ در استفاده رایج وجود دارد.
در کانادای شرقی، تاون‌شیپ یکی از اشکال زیربخش یک شهرستان است. در فرانسوی کانادایی، به تاون‌شیپ کانتون گفته می‌شود. تاون‌شیپ در جزیره پرنس ادوارد به عنوان «لات» شناخته می‌شوند؛ آنها صرفاً زیرمجموعه‌های سرشماری را تشکیل می‌دهند و واحد اداری نیستند. در کانادا، شهرداری به شهر، شهرک، شهرستان، یا شهرداری به منطقه ای گفته می‌شود که توسط قانونگذاران استان‌ها و قلمروها به تصویب قانونی رسیده‌است.
در کانادای غربی، تاون‌شیپ فقط به منظور تقسیم زمین توسط Dominion Land Survey وجود دارند و واحدهای اداری تشکیل نمی‌دهند. این شهرک‌ها اسماً شش مایل در شش مایل (۳۶ مایل مربع یا تقریباً ۹۳ کیلومتر مربع) هستند. تاون‌شیپ‌ها با شماره شهرستان و شماره محدوده خود مشخص می‌شوند.